# Stephanitis takeyai
Stephanitis takeyai är en insektsart som beskrevs av Drake och Maa 1955. Stephanitis takeyai ingår i släktet Stephanitis och familjen nätskinnbaggar. Inga underarter finns listade i Catalogue of Life.